# How to Rob
How To Rob è un Singolo del rapper statunitense 50 Cent, pubblicato il 10 agosto 1999 come primo estratto dall'album Power of the Dollar.
Il singolo figura la collaborazione di D-Dot, anche conosciuto come "The Madd Rapper". Roxanne Blandford del sito AllMusic ha definito il brano "un singolo fragorosamente astuto". Il singolo è stato utilizzato anche nel film In Too Deep.

## Tracce
Vinile singolo
Lato A
1. How To Rob (Main Version)
2. How To Rob (Clean Version)

Lato B			
1. How To Rob (Main Version)
2. How To Rob (Clean Version)

Vinile EP
Lato A
1. Niggaz (Vocal) small>featuring Biggie
2. Niggaz (Instrumental)
3. How To Rob

Lato B		
1. In Da Hood (Dr. Dre Mix) (Vocal)
2. In Da Hood (Dr. Dre Mix) (Instrumental)
3. Phone Call

## Classifiche
| Classifica                           | Posizione più alta |
| ------------------------------------ | ------------------ |
| U.S. Billboard Hot R&B/Hip-Hop Songs | 62                 |
| U.S. Billboard Hot Rap Singles       | 24                 |